# Jacques Mieses
Jacques Mieses (ur. 27 lutego 1865 w Lipsku, zm. 23 lutego 1954 w Londynie) – niemiecki szachista, dziennikarz, sędzia i działacz szachowy, autor podręczników i opracowań teoretycznych.

## Życiorys
Mieses pochodził z rodziny kupieckiej. Studiował nauki przyrodnicze w rodzinnym Lipsku i Berlinie. W wieku siedemnastu lat zwyciężył w szachowych mistrzostwach Berlina. Na arenie międzynarodowej zadebiutował w 1888 roku, zajmując drugie miejsce za Siegbertem Tarraschem na turnieju w Norymberdze. Brał udział w jednym z najsilniejszych turniejów szachowych w historii, w Hastings w 1895 roku, zajmując dwudzieste miejsce. Największe sukcesy turniejowe odniósł w pierwszej dekadzie XX wieku. W 1907 roku zwyciężył w Wiedniu o cały punkt przed Oldřichem Durasem i o półtora punktu przed Ksawerym Tartakowerem, Milanem Vidmarem i Gézą Maróczym. W 1909 roku pokonał w meczu Carla Schlechtera (+2 -0 =1), w 1915 roku – Tarrascha (+7 -2 =4). Był organizatorem turnieju światowej czołówki w San Sebastian w 1911 roku, w którym sam nie wziął udziału.
W późniejszych występach w prestiżowych turniejach nie udało mu się powtórzyć sukcesu porównywalnego ze zwycięstwem w wiedeńskim turnieju w 1907 roku, często jednak zdobywał nagrody za najpiękniejszą partię turnieju. Wynikało to z jego stylu gry. Był mistrzem kombinacji, stosował najbardziej agresywne i mało znane otwarcia, piękno gry upatrując w niespodziewanych poświęceniach i taktycznych komplikacjach. Wiele czasu i uwagi poświęcał szachowemu dziennikarstwu. Współpracował z wieloma czasopismami w całej Europie. Specjalizował się w sprawozdaniach z turniejów, w których często sam brał udział. Był autorem wielu publikacji o tematyce szachowej, wśród których najbardziej znane są: Moderne Endspielstudien (Nowoczesne studia gry końcowej) i napisany wspólnie z Jeanem Dufresne Lehrbuch des Schachspiels (Podręcznik gry szachowej).
W 1939 r. Mieses w obawie przed nazistami wyemigrował do Wielkiej Brytanii. Wkrótce otrzymał brytyjskie obywatelstwo. Do późnego wieku brał udział w międzynarodowych turniejach. W 1946 r., w wieku osiemdziesięciu lat, otrzymał nagrodę za najpiękniejszą partię turnieju w Hastings. W 1950 r. Międzynarodowa Federacja Szachowa przyznała mu tytuł arcymistrza.
Według retrospektywnego systemu Chessmetrics, najwyższy ranking osiągnął w sierpniu 1907 r., z wynikiem 2660 punktów zajmował wówczas 9. miejsce na świecie. Był jednym z ostatnich żyjących szachistów o liczbie Morphy’ego równej dwa.